# Guglielmo I di Cerdanya
Guglielmo Raimondo, Guillaume Raimond in francese, Guillem Ramon in catalano, Guillermo Ramón in spagnolo, Guillem Remón in aragonese e Guillerme Raimundo in portoghese e in galiziano. Willelmus Raimundus in latino e Guilhèm Ramon in occitano (metà XI secolo – 1095), fu conte della Cerdanya e di Conflent, dal 1068, alla sua morte.

## Origine
Guglielmo Raimondo, secondo il Gesta Comitum Barchinonensium, era il figlio primogenito del Conte di Cerdanya e di Conflent, Raimondo Goffredo e di Adela, di cui non si conoscono gli ascendenti (come moglie di Raimondo Goffredo, Adela compare citata in alcuni documenti, tra cui il n° 3 del Diplomatari del Monestir de Sant Pere de la Portella (Raimundus proles Guifredi gratia Dei comes Cerritaniense et uxor mea nomine Adala) ed il n° 2 delle Relations politiques des comtes de Foix avec la Catalogne (Raimundus comes Cerritanie et Adala comitissa)).

Raimondo Goffredo, secondo il Gesta Comitum Barchinonensium, era il figlio maschio primogenito del Conte di Cerdanya, di Conflent e di Berga, Goffredo II e di Guisla o Wisla, di cui non si conoscono gli ascendenti (come prima moglie di Goffredo II compare in molti documenti, tra cui il n° CLIII della Marca Hispanica sive Limes Hispanicus (Guifredus gratia Dei comes et uxor mea nomine Wisla comitissa) ed il n° 43 del Diplomatari i escrits literaris de l'abat i bisbe Oliba (Wifredus gratia Dei comes et uxori meæ Wisla comitissa)).

La penisola iberica nella prima metà del X secolo. La marca di Spagna è vassallo del regno di Francia

## Biografia
Guglielmo Raimondo lo troviamo citato in due documenti, datati 1067: 
- nel documento n° XLVIII del Cartulaire roussillonnais, inerente al testamento di un suo subalterno, Arnallus Bernardi, che lo cita come suo signore (Guilielmo Reimundo seniori meo)[9],
- nel documento n° XLVII della Histoire du comté et de la vicomté de Carcassonne, inerente ad una vendita, in cui si cita come figlio di Adela (Guillermus Raymundi filius Adalæ comitissæ de Cerritaniæ)[3].

Ancora secondo il Gesta Comitum Barchinonensium, Raimondo morì nel 1068 e Guglielmo Raimondo gli succedette come Guglielmo I Conte di Cerdanya.

La morte nel 1068 viene confermata dal Chronicon alterum Rivipullense (1068. Obiit Raymundus comes Cerritaniæ).
Nel dicembre del 1071, Guglielmo Raimondo fece una donazione in suffragio dell'anima della sua seconda moglie, Elisabetta (quondam uxoris meæ Elizabeth), come da documento n° CCLXXXI della Marca Hispanica sive Limes Hispanicus.
Nel 1075, Guglielmo Raimondo (Guillelmus Raymundi, nutu Divino Cerdaniæ comes) concesse i diritti di città a Villafranca de Conflans, come da documento della Colección de fueros municipales y cartas pueblas de los reinos de Castilla, León, Corona de Aragón y Navarra.
Nel 1078, Guglielmo Raimondo ricevette giuramento di fedeltà dal nuovo visconte di Cerdanya e di Conflent, come da documento n° LXI del Cartulaire roussillonnais.
Guglielmo Raimondo fece alcune donazioni:
- all'Abbazia di Saint-Martin du Canigou, nel 1084, assieme alla terza moglie, Sancha e ai due figli (Guillelmus Raimundi comes hujus provinciæ cum uxore mea comitissa nomine Sancia et filiis nostris his nominibus vocitati, id est, Guillelmo et Bernardo)[15],
- alla chiesa di Elna, nel 1086, assieme alla terza moglie, Sancha e al figlio, Guglielmo (Guillelmus gratia Dei comes et Sancia comitissa et Guillermus filius noster)[16],
- all'Abbazia di San Vittore di Marsiglia, nel 1091[17].

Nel 1095, Guglielmo Raimondo fece testamento, nominando esecutore il fratello Enrico (Henricum fratrem meum) e disponendo l'eredità ai due figli, Guglielmo Giordano (Guillelmo Iordani filio meo) e Bernardo (filio meo Bernardo).

Ancora secondo il Gesta Comitum Barchinonensium, Guglielmo Raimondo morì nel 1095 e Guglielmo Giordano gli succedette come Guglielmo II Conte di Cerdanya; la morte nel 1095 viene confermata dal Chronicon alterum Rivipullense (1095. Obiit Guillelmus comes Ceritaniæ).

## Matrimoni e discendenza
Prima del 1067, Guglielmo Raimondo aveva sposato Adelaide di Carcassonne († dopo il 1102, il documento di donazione n° 167 del Recueil des chartes de l'Abbaye de La Grasse. T. I, datato 1102, prova che Adelaide -Adelaiz comitissa filia vocata Petri Raimundi comitis de Carcassona et Raingardis uxoris suæ- era ancora in vita) figlia del conte di Carcassonne Pierre Raymond e della moglie, Rangarda de la Marche (figlia di Bernardo I de La Marche), dalla quale divorzio non molto tempo dopo; il matrimonio viene provato anche dal documento n° XLVI della Histoire du comté et de la vicomté de Carcassonne, datato 1067, in cui Rangarda viene citata come suocera di Guglielmo Raimondo (Rengardis comitissa et Guillelmus comitem generum suum). La separazione avvenne prima del 1070, in quanto nel documento di vendita n° 295 delle Preuves de l'Histoire générale de Languedoc, Adelaide di Carcassonne si cita come figlia della contessa di Carcassonne e non come contessa di Cerdayna (Adalaidis filia quae sum Rangardis comitissa).

Guglielmo Raimondo da Adelaide di Carcassonne non ebbe discendenza.
Prima del 1071, Guglielmo Raimondo aveva sposato, in seconde nozze, Isabella o Elisabetta d'Urgel, che morì nel 1071 e dalla quale non ebbe discendenza.
Dopo essere rimasto vedovo della sua seconda moglie, Guglielmo Raimondo, secondo le Europäische Stammtafeln, vol III, 137 (non consultate), dopo il 12 novembre 1076 sposò, in terze nozze, Sancha di Barcellona (ca. 1058- dopo il 13 aprile 1102 in questa data è ricordata nel testamento del figlio, Guglielmo Giordano di Cerdanya); il matrimonio viene confermato da due donazioni fatte congiuntamente al marito, Guglielmo Raimondo, nel 1084, all'Abbazia di Saint-Martin du Canigou assieme anche ai due figli (Guillelmus Raimundi comes hujus provinciæ cum uxore mea comitissa nomine Sancia et filiis nostris his nominibus vocitati, id est, Guillelmo et Bernardo), e, nel 1086, alla chiesa di Elna, assieme anche al figlio, Guglielmo (Guillelmus gratia Dei comes et Sancia comitissa et Guillermus filius noster); nel 1087, Sancha (Sancia comitissa) controfirmò il documento n° LXV del Cartulaire roussillonnais, inerente alla concessione di passaggio per i religiosi del Monastero di Ripoll.

Guglielmo Raimondo da Sancha ebbe due figli:
- Guglielmo (?-1109), Conte di Cerdanya[2]
- Bernardo (?-v 1117), Conte di Cerdanya[2].

Secondo Los vescomtes de Cerdanya, Conflent y Bergadà, Guglielmo Raimondo aveva avuto un'amante di nome Guisla, che gli dette un figlio:
- Armengol Iozbert († dopo il 1107)[28].

### Fonti primarie
- (LA)  Rerum Gallicarum et Francicarum Scriptores, Tomus IX.
- (LA)  Rerum Gallicarum et Francicarum Scriptores, Tomus XI.
- (LA)  Rerum Gallicarum et Francicarum Scriptores, Tomus XII.
- (LA)  Viage literario a las iglesias de España. Tomo 5.
- (LA)  Diplomatari del Monestir de Sant Pere de la Portella.
- (LA)  Relations politiques des comtes de Foix avec la Catalogne.
- (LA)  Cartulaire roussillonnais.
- (LA)  Histoire du comté et de la vicomté de Carcassonne.
- (LA)  Marca Hispanica sive Limes Hispanicus.
- (LA)  Colección de fueros municipales y cartas pueblas de los reinos de Castilla, León, Corona de Aragón y Navarra
- (LA)  des chartes de l'Abbaye de La Grasse. T. I
- (LA)  Histoire Générale de Languedoc, Tome V, Preuves.
- (LA)  Spicilegium sive collectio veterum aliquot scriptorum, Volume 3.
- (LA)  Diplomatari i escrits literaris de l'abat i bisbe Oliba.
- (LA)  Cartulaire de l'abbaye de Saint-Victor de Marseille.

### Letteratura storiografica
- Rafael Altamira, Il califfato occidentale, in «Storia del mondo medievale», vol. II, 1999, pp. 477–515.
- René Poupardin, I regni carolingi (840-918), in «Storia del mondo medievale», vol. II, 1999, pp. 583–635.
- Louis Alphen, Francia: gli ultimi Carolingi e l'ascesa di Ugo Capeto (888-987), in <<Storia del mondo medievale>>, vol. II, 1999, pp. 636–661
- (CA)  #ES Los vescomtes de Cerdanya, Conflent y Bergadà